# The Hindu
The Hindu è un periodico in lingua inglese venduto nel sud dell'India; il Tamil Nadu è lo stato indiano dove viene venduto di più. Venne fondato nel 1878 sui principi della correttezza e della giustizia.
Con sede a Chennai (un tempo chiamata Madras), The Hindu venne pubblicato settimanalmente fin quando non fu avviata la pubblicazione giornaliera nel 1889.
Nella percezione popolare indiana, The Hindu è una delle caratteristiche principale della città di Chennai insieme ad altre come il clima caldo e umido della città, la sua cucina vegetariana, il cinema tamil e l'arte dell'India meridionale.
The Hindu, nel 1995, è divenuto il primo giornale indiano ad avere un'edizione online. L'orientamento di questo quotidiano denota particolari tendenze di sinistra e filo-marxiste.
Il quotidiano ha dodici edizioni locali: Bangalore, Chennai, Coimbatore, Delhi, Hyderabad, Kochi, Madurai, Mangalore, Thiruvananthapuram, Tiruchirapalli, Vijayawada e Visakhapatnam.